# Fort Collins, Colorado
Fort Collins là một thành phố quận lỵ quận Larimer, tiểu bang Colorado, Hoa Kỳ. Thành phố nằm bên sông Cache La Poudre dọc theo Colorado Front Range, và có cự ly 57 dặm (92 km) về phía bắc Colorado State Capitol ở Denver. Với dân số ước tính năm 209 là 138.736 người, đây là thành phố đông dân thứ 5 bang Colorado. Fort Collins là một thành phố đại học, có Đại học Tiểu bang Colorado. Thành phố được tạp chí Money bầu chọn là nơi sinh sống tốt nhất năm 2006, thứ nhì năm 2008, và thứ 6 năm 2010.